# Prosit

Gäste beim Zuprosten

Prosit ist ein lateinisches Wort, von dem die eingedeutschte Kurzform prost abgeleitet ist. Es handelt sich dabei um einen Trinkspruch, also einen Zuruf beim Trinken eines in der Regel alkoholischen Getränks bzw. beim Anstoßen auf das Wohl meist einer Person oder auch einer Gruppe von Personen. Der Ausdruck stammt ursprünglich aus der Studentensprache zu Beginn des 18. Jahrhunderts und hat von dort Eingang in die Allgemeinsprache gefunden. Für eine feierliche Form in Verbindung mit einer kurzen Ansprache wird auch das englische Wort Toast verwendet.

## Wortherkunft
Ursprünglich ist die lateinische Form; ihr liegt das Verb prodesse nützen, zuträglich sein zugrunde. Dementsprechend stellt prosit die konjugierte Form (3. Person Singular Konjunktiv Präsens Aktiv) dar und ist somit eine Wunschformel: „Es nütze“ bzw. „Es sei zuträglich“; daher auch die Formel Wohlsein. Prosit geht, wie auch das umgangssprachliche prost, ursprünglich wohl auf die Studentensprache zurück.

## Verwendung

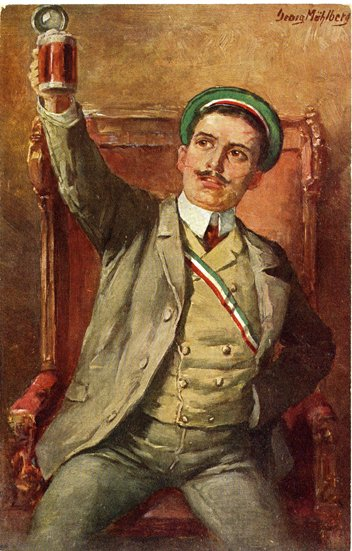
Georg Mühlberg: „Ein Prosit“ (um 1900), ein Verbindungsstudent beim Zuprosten auf einer Kneipe

Synonym verwendet werden die Ausdrücke „Wohl bekomm’s!“, „Zum Wohl!“ sowie auch außergewöhnlich viele Pendants aus fremden Sprachen.
Das Zurufen selbst wird ebenfalls als Prosit bezeichnet.
Die Verbform lautet zuprosten (das Präfix zu bedeutet, dass der Vorgang auf ein Gegenüber gerichtet ist).
Eine weitere Bedeutung (überwiegend im schwäbischen Sprachgebrauch verwendete Bedeutung) ist ein Rülpser, der auch als „Prositle“ bezeichnet wird.
Auf das Prosit folgt der Akt des Anstoßens, d. h., die Trinkgefäße werden hörbar gegeneinandergestoßen, was oftmals mit weiteren Regeln wie der Aufnahme von Blickkontakt verbunden ist. Häufig wird dieses Ritual auf einen angeblichen mittelalterlichen Brauch zurückgeführt, mit der sich eine Vergiftung durch die Trinkgefährten verhindern lassen sollte, indem sich beim Anstoßen einige Tropfen aus den Gefäßen vermischten. Dies war jedoch aller Wahrscheinlichkeit nach keine für diesen Zweck geeignete Methode; viel effektiver war dafür das lange Zeit übliche Trinken aller Mitglieder einer Tischrunde aus einem oder mehreren gemeinsamen Gefäßen.
Auf Dänisch, Norwegisch und Schwedisch wird es beim Niesen verwendet.

## Beispiele
- „Pros(i)t!“
- „Pros(i)t Neujahr!“
- „Pros(i)t zusammen!“
- „Prost Mahlzeit!“, „Na denn Prost!“ oder (in Schweizer Mundart) „Proscht Nägeli!“ sagt man umgangssprachlich, wenn man nichts Gutes erwartet oder – ironisch gemeint – bei Verärgerung, Enttäuschung etc.
- „Prost, ihr Säcke!“ – Antwort: „Prost, du Sack!“ (derber Trinkspruch, oft an Stammtischen gebräuchlich)
- „Zur Mitte, zur Titte, zum Sack, zackzack!“ – Antwort: „Prost Meister!“ (derber Trinkspruch)
- „Na denn, Prost, wer nix hett, de host!“ (norddeutscher Trinkspruch), Na denn, Prost, wer nichts (im Glas) hat, der hustet.
- „Prost, dass d’Gurgl net verrost’t!“ (bayerischer Trinkspruch), Prost, damit die Gurgel nicht verrostet.
- „Prost Noagerl!“, auch „Prost Noagal!“ in Bayern beim Anstoßen mit dem letzten Getränkerest (Noagerl)[2] im Bier-Glas, Krug oder Flasche
- „Ein Prosit der Gemütlichkeit!“ Gängiges Trinklied z. B. auf dem Münchner Oktoberfest
- „Mach a/dei Prositle!“ (schwäbische Aufforderung an Kleinkinder nach der Mahlzeit, ihr Bäuerchen zu machen)
- An Stammtischen u. a. werden verschiedenste Variationen des Wortes verwendet, wie z. B. Prostata oder die Diminutivform Prösterchen.